# 张浦
张浦（？—1014年），西夏奠基者李继迁、李德明的重要谋臣，银州（今陕西省米脂县）人。
宋太宗太平兴国七年（982年）六月，定难军都知蕃落使李继迁叛宋自立，张浦献策出奔地斤泽，作为根据地抵御宋朝。太平兴国八年（983年）十二月，建议李继迁联合西戎攻取北宋宥州。雍熙二年（985年）二月，张浦随李继迁诱杀宋朝都巡检使曹光实，占据银州。李继迁被部下推举称定难节度使、西平王。张浦不附众议，请求积累力量再行称王。继迁称都知蕃落使，权知定难军留后。以张浦为左都押牙。雍熙三年（986年）二月，继迁派遣张浦带重金到辽国归附，连辽抗宋。端拱元年（988年）五月，李继迁派张浦去见宋朝环州知州程德元，表示愿归顺。淳化五年（994年）七月，继迁攻夏州不克，派张浦和指挥使李光祚到宋朝绥州，对内殿右班张崇贵表示要纳款进贡。至道元年（995年）正月，李继迁遣张浦、李光祚到汴京进贡时，宋太宗令张浦在后园中观看武士演武，张浦惊骇宋朝武士能挽射两石弓而有余。太宗进封张浦为银青光禄大夫、检校工部尚书、郑州刺史兼御史大夫，充本州团练使，羁留他在汴京。三月，李继迁向辽朝献马，与辽联合向宋朝扰边。至道三年（997年）十二月，宋真宗继位，复授李继迁定难军节度使，放回张浦，加封张浦为郑州防御使。咸平五年（1002年）三月，李继迁攻占宋朝灵州。第二年正月，改灵州称西平府。十一月，李继迁与吐蕃六谷部大首领、宋朝朔方节度使潘罗支作战，潘罗支诈降，张浦怀疑有诈，李继迁不听。潘罗支袭击李继迁，李继迁中箭回西平府身亡，临终把儿子李德明托付给张浦等人。景德元年（1004年）正月，李德明称定难军留后，命左都押牙张浦兼行军大司马。大中祥符元年（1008年）正月，李德明开拓河西走廊，张浦率领数千骑进攻打甘州（今甘肃省张掖市），被甘州回鹘可汗夜落纥击退。第二年四月，张浦再领两万精骑，围甘州十数日，夜落纥可汗夜袭张浦大营。大中祥符七年（1014年）七月，张浦死去，德明赠封银州观察使。李元昊称帝后，追封银州伯。